# 巴利扎克
巴利扎克（法語：Balizac，法語發音：[balizak]）是法国吉伦特省的一个市镇，属于朗贡区。

## 地理
巴利扎克（44°29'14"N, 0°26'39"W）面积41.78 平方千米，位于法国新阿基坦大区吉倫特省，该省份为法国西南部沿海省份，是法國本土面积最大的省，北起滨海夏朗德省，西临大西洋，南至朗德省，东南接洛特-加龍省，东临多爾多涅省。
与巴利扎克接壤的市镇（或旧市镇、城区）包括：莱奥雅茨、比多斯、朗迪拉斯、诺阿扬、奥里涅、圣莱热德巴尔松、圣桑福里安、维朗德罗。

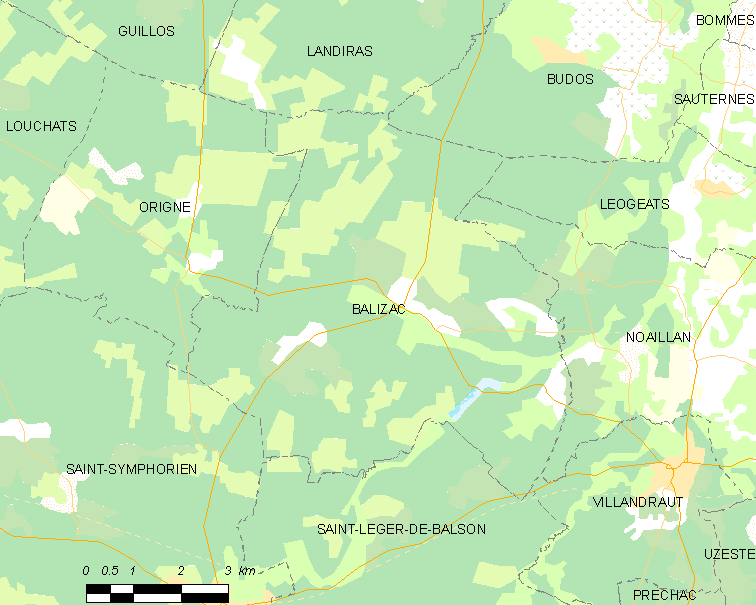
巴利扎克的OSM定位图

巴利扎克的时区为UTC+01:00、UTC+02:00（夏令时）。

## 行政
巴利扎克的邮政编码为33730，INSEE市镇编码为33026。

## 政治
巴利扎克所属的省级选区为砂砾荒原县。

## 人口

1962-2008年间巴利扎克人口变化图示

巴利扎克于2022年1月1日时的人口数量为520人。